# 楊俊 (隋)
楊 俊（よう しゅん、天和6年（571年） - 開皇20年6月20日（600年8月4日））は、中国の隋の文帝（楊堅）の三男。秦孝王。字は阿祗。

## 経歴
楊堅と独孤伽羅の間の子として生まれた。開皇元年（581年）、隋が建てられると、秦王に封じられた。開皇2年（582年）春、上柱国・河南道行台尚書令・洛州刺史に任ぜられた。右武衛大将軍の位を加えられ、関東の兵を領した。
開皇3年（583年）、秦州総管に転じ、隴右の諸州を隷下に置いた。楊俊は仏教を崇敬して、沙門となることを願い出たが、文帝は許さなかった。開皇6年（586年）、山南道行台尚書令に転じた。
開皇8年（588年）、南朝陳に対する征戦において、楊俊は山南道行軍元帥となり、30総管を監督し、水陸十数万の兵を率いて漢口に駐屯した。陳の将軍の周羅睺や荀法尚らが数万の精兵を率いて鸚鵡洲に駐屯すると、総管の崔弘度が彼らを討とうと願い出た。楊俊は殺傷を嫌って許さなかった。やがて周羅睺が降伏してきた。楊俊は文帝への使者に対して涙を流し、「尺寸の功もないことを恥じる」と伝えさせた。揚州総管・四十四州諸軍事に任ぜられ、広陵に駐屯した。1年余りして并州総管・二十四州諸軍事に転じた。
後に楊俊は贅沢奢侈にふけり、法令を破り、民衆を苦しめるようになった。文帝がそのことを調べさせると、汚職に連座する者が100人余りに上った。しかし楊俊は改悛せず、太原の宮殿を造営し、工芸品や珠玉を集め、妃を綺羅で装わせ、部屋は鏡や宝珠で飾らせた。賓客や妓女たちを招いて、管弦や歌を楽しんだ。
楊俊の妃の崔氏は嫉妬深い性格で、楊俊の女性好きに不満を持ち、瓜に毒を混ぜて進めた。楊俊はこのため病に伏せり、長安に召還された。文帝は楊俊の奢侈放縦をとがめて免官し、王邸に蟄居させた。劉昇や楊素が楊俊の罪を許すよう進言したが、文帝は許さなかった。
楊俊の病が重くなり、起き上がれなくなると、非行を陳謝する使者を文帝のもとに送ったが、文帝はさらに楊俊を叱責した。大都督の皇甫統が楊俊を王官に戻すよう上表したが、許されなかった。1年あまりして、楊俊の病がさらに重くなると、ようやく上柱国に戻された。
開皇20年（600年）6月、楊俊は秦王邸で死去した。文帝は数声を哭するのみで、楊俊の集めた贅沢品を焼き捨てさせた。葬儀は簡素なものとし、後世の模範とさせた。秦王府の属官たちが楊俊のために石碑を立てたいと願い出たが、文帝は「名を残すには一巻の史書で足りる」と言って許さなかった。
妃の崔氏は楊俊に毒を盛ったかどで、死を賜った。煬帝が即位すると、子の楊浩が秦王に立てられて楊俊の後を嗣いだ。

## 妻子

### 妻
- 崔氏（崔説の娘）

### 子
- 楊浩（秦王、河陽都尉。宇文化及の乱のときに帝位につけられた。宇文化及が帝号を僭称すると、殺害された）
- 楊湛（済北侯、滎陽郡太守）

### 女
- 永豊公主

## 伝記資料
- 『隋書』巻四十五 列伝第十
- 『北史』巻七十一 列伝第五十九